# تبادل متقابل

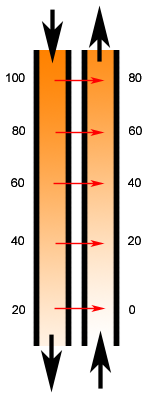
طرحی از فرایند انتقال حرارت در یک مبدل حرارتی.

تبادل متقابل(به انگلیسی: Countercurrent exchange) در علوم طبیعی، مهندسی و زیست شناسی به سازوکاری اطلاق می‌شود که طی آن دو جریان که در جهت مخالف هم حرکت می‌کنند با یکدیگر تبادل انرژی یا ماده می‌کنند.این پدیده در مبدل‌های حرارتی، تجهیزات انتقال جرم مانند برج‌های تقطیر،برج‌های جذب و دفع و همچنین برخی سیستم‌های بیولوژیکی نیز مشاهده می‌شود.